# سلطان الصليلي
سلطان عدنان الصليلي مواليد 11 مارس 2004، هو لاعب كرة قدم سعودي يلعب حالياً لنادي الروضة كمدافع.

## مسيرة اللاعب
بدأ مع نادي الاتحاد ولعب بعدها مع نادي التجمة ونادي الروضة.